# Ostorhinchus doederleini
Apogon doederleini es una especie de pez de la familia de los apogónidos en el orden de los perciformes.

## Morfología
Los machos pueden alcanzar los 14 cm de longitud total.

## Distribución geográfica
Se encuentran desde el sur del Japón hasta Taiwán y desde 
Australia subtropical hasta Nueva Caledonia y las Islas Kermadec.